# Liste der Baudenkmäler in Sulzfeld (im Grabfeld)
Auf dieser Seite sind die Baudenkmäler in der unterfränkischen Gemeinde Sulzfeld zusammengestellt. Diese Tabelle ist eine Teilliste der Liste der Baudenkmäler in Bayern. Grundlage ist die Bayerische Denkmalliste, die auf Basis des Bayerischen Denkmalschutzgesetzes vom 1. Oktober 1973 erstmals erstellt wurde und seither durch das Bayerische Landesamt für Denkmalpflege geführt wird. Die folgenden Angaben ersetzen nicht die rechtsverbindliche Auskunft der Denkmalschutzbehörde.
 Diese Liste gibt den Fortschreibungsstand vom 23. September 2022 wieder und enthält 44 Baudenkmäler.

## Baudenkmäler nach Ortsteilen

### Sulzfeld
| Lage                                                    | Objekt                                   | Beschreibung | Akten-Nr.     | Bild           |
| ------------------------------------------------------- | ---------------------------------------- | --- | ------------- | -------------- |
| Altstadtstraße 10 (Standort)                            | Bauernhof                                | Zweigeschossiges giebelständiges Wohnhaus, massives Erdgeschoss, Obergeschoss mit Zierfachwerk, Satteldach, bezeichnet „1710“ | D-6-73-173-1  | weitere Bilder |
| Altstadtstraße 10;Nähe Altstadtstraße (Standort)        | Pforte                                   | Sandstein, 18. Jahrhundert | D-6-73-173-1  | weitere Bilder |
| Anspig, am Weg zur Burgruine Wildberg (Standort)        | Wegkreuz                                 | Sandstein, bezeichnet „1955“ | D-6-73-173-56 | BW             |
| Beim Alten Steinbruch, Haderellern (Standort)           | Wegkapelle                               | Innen Statue: Annaselbdritt, über Muschelnische, mit Inschrift, bezeichnet „1745“, Gehäuse jünger | D-6-73-173-49 | BW             |
| Beim Hohen Kreuz; Straße nach Rothof (Standort)         | Hohes Kreuz                              | Sandstein mit Inschriftsockel, bezeichnet „1904“ | D-6-73-173-12 | BW             |
| Nähe Blumenstraße (Standort)                            | Schmerzensmann                           | Statue auf Säule, Sandstein, bez. 1831 | D-6-73-173-15 | BW             |
| Dorfplatz (Standort)                                    | Steinkreuz                               | Am Fuß Tabernakel, Inschriftsockel, Sandstein, noch barocke Formen, 1836 | D-6-73-173-10 | weitere Bilder |
| Kirchgasse 2 (Standort)                                 | Pforte                                   | Mit Vorhangbogenportal, Sandstein, bezeichnet „1614“ | D-6-73-173-5  | weitere Bilder |
| Ellerzaun, Ende der Haukstraße (Standort)               | Bildstock                                | Reliefs: Maria und Christus als Lebensbaum zwischen Herz Jesu und Herz Mariä, Sandstein, letztes Viertel 19. Jahrhundert | D-6-73-173-17 | BW             |
| Hinterm Dorf, Straße nach Kleinbardorf (Standort)       | Bildstock                                | Relief: Heilige Familie, Sandstein, klassizistisch, bezeichnet „1813“ | D-6-73-173-18 | weitere Bilder |
| Hinterm Dorf;In Sulzfeld;St 2280;Unteres Tor (Standort) | Friedhofsmauer                           | Naturstein, 1804 | D-6-73-173-4  | BW             |
| In Sulzfeld (Standort)                                  | Friedhofskreuz                           | Sandstein, bezeichnet 1813 | D-6-73-173-4  | BW             |
| In Sulzfeld (Standort)                                  | Lourdesgrotte                            | mit Stuckfiguren, Anfang 20. Jahrhundert | D-6-73-173-4  | weitere Bilder |
| Kirchgasse (Standort)                                   | Bildstock                                | Vorzügliche Reliefs, Kreuzigungsszene und Vesperbild, in reicher Rahmung, Sandstein, von Julius Emes, 1629 | D-6-73-173-11 | weitere Bilder |
| Kirchgasse 10, 12 (Standort)                            | Katholische Pfarrkirche St. Bartholomäus | Im Kern Saalbau mit eingezogenem polygonalem spätgotischem Chor und Sakristei, 1482–91; ehemaliges Langhaus, Massivbau mit Satteldach, um 1602, bauliche Veränderungen 1672, 1733 und 1750, ehemaliges Langhaus seit 1960 Chor eines südlich angefügten modernen Schiffs; mit Ausstattung | D-6-73-173-6  | weitere Bilder |
| Kirchgasse 10, 12 (Standort)                            | Kreuzschlepper                           | Sandstein, 18. Jahrhundert | D-6-73-173-6  | weitere Bilder |
| Kirchgasse 10, 12 (Standort)                            | Marienstatue                             | Barock, Sandstein, bezeichnet „1728“ | D-6-73-173-6  | weitere Bilder |
| Kirchgasse 10, 12 (Standort)                            | Kirchhofbefestigung                      | 16. Jahrhundert | D-6-73-173-6  | BW             |
| Kirchgasse 10, 12 (Standort)                            | Tor- und Glockenturm                     | Massiv, mit Haubenlaterne, Inschrifttafel und Wappenstein, bezeichnet „1614“ | D-6-73-173-6  | weitere Bilder |
| Klosterpfad; Feldweg, östlich des Ortes (Standort)      | Schmerzensmann                           | Statue auf Säule, Sandstein, bezeichnet „1721“ | D-6-73-173-14 | BW             |
| Raiffeisenstraße (Standort)                             | Bildstock                                | Kreuz mit Arma Christi, Sandstein, 1726 | D-6-73-173-7  | BW             |
| Schlossgasse 5 (Standort)                               | Ehemaliges Schloss                       | Zweigeschossiger Massivbau mit hohem viergeschossigem Satteldach, giebelseits zwei Erker, spätgotisch, 1526; mit Ausstattung | D-6-73-173-8  | weitere Bilder |
| Schlossgasse 5 (Standort)                               | Schlossbering                            | An die Friedhofsbefestigung angefügt (vgl. Kirche) | D-6-73-173-8  | BW             |
| Schlossgasse 5 (Standort)                               | Ehemaliger Getreidespeicher              | Langgestreckter Bau, eingeschossig mit hohem Satteldach, 1684–1698 | D-6-73-173-8  | weitere Bilder |
| St 2280 (Standort)                                      | Meilensäule                              | Sandstein, Mitte 19. Jh. | D-6-73-173-57 | BW             |
| Waldstraße; Straße nach Althausen (Standort)            | Bildstock                                | Reliefs: Kruzifix und Vesperbild, Sandstein, barockisierend, 1846 | D-6-73-173-16 | Bildstock      |

### Johanneshof
| Lage                           | Objekt                                                                   | Beschreibung | Akten-Nr.     | Bild           |
| ------------------------------ | ------------------------------------------------------------------------ | --- | ------------- | -------------- |
| Vor dem Johanneshof (Standort) | Schmerzensmann                                                           | Sandstein, barock, bezeichnet „1726“                                                                                  | D-6-73-173-20 | weitere Bilder |
| Johanneshof 1 (Standort)       | Ehemaliger Johannishof, ehemals zisterziensischer Klosterhof, Hofkapelle | Massiver Walmdachbau über Rechteckgrundriss, 13. Jahrhundert/erste Hälfte 15. Jahrhundert; mit Ausstattung            | D-6-73-173-19 | BW             |
| Johanneshof 1 (Standort)       | Ehemaliger Johannishof, barockes Herrenhaus                              | Zwei zweigeschossige Flügel über hohem Keller auf Winkelgrundriss, Massivbau mit Walmdach, wohl 1718; mit Ausstattung | D-6-73-173-19 | BW             |
| Johanneshof (Standort)         | Ehemaliger Johannishof, Hofmauer                                         | Naturstein, 18. Jahrhundert                                                                                           | D-6-73-173-19 | weitere Bilder |
| Johanneshof (Standort)         | Ehemaliger Johannishof, Torhaus                                          | Massiv mit Satteldach, historistisch, bezeichnet „1889“                                                               | D-6-73-173-19 | weitere Bilder |

### Kleinbardorf
| Lage                                                                            | Objekt                                                                                          | Beschreibung | Akten-Nr.     | Bild           |
| ------------------------------------------------------------------------------- | ----------------------------------------------------------------------------------------------- | --- | ------------- | -------------- |
| Am Schindgarten (Standort)                                                      | Kreuzwegstation II                                                                              | Sandstein, Rokoko, um 1770, Sockel wohl Ende 19. Jahrhundert erneuert | D-6-73-173-50 | BW             |
| Am Schindgarten (Standort)                                                      | Bildstock                                                                                       | Reliefs: Antoniusrelief, seitlich Margareta und Andreas, rückseitig St. Georg, als Bekrönung Laurentius, Sandstein, bezeichnet „1698“ | D-6-73-173-22 | BW             |
| Am Wasserschloss 5 (Standort)                                                   | Wasserschloss                                                                                   | Renaissanceanlage, Wohnbau auf Rechteckgrundriss, dreigeschossiger verputzter Massivbau mit Walmdach und rundem Treppenturm mit Haube, zwei reiche Renaissanceportale, von 1589 bis 1590, 1766 renoviert                                                      | D-6-73-173-21 | weitere Bilder |
| Am Wasserschloss 5 (Standort)                                                   | Wasserschloss, Brüstungsmauer des annähernd quadratischen, vom Wassergraben umgebenen Parterres | Mit drei Eckrondellen, von 1589 bis 1590 | D-6-73-173-21 | weitere Bilder |
| Am Wasserschloss 5 (Standort)                                                   | Wasserschloss, Brücke                                                                           | Mit vier barocken Pfeilern, Naturstein, 1766 | D-6-73-173-21 | weitere Bilder |
| Am Wasserschloss (Standort)                                                     | Ruine der ehemaligen Zehntscheune vom ehemaligen Wirtschaftsgut                                 | Umfassungsmauern, Bruchstein mit Eckquadern, mit Ochsenaugen und Sandsteinportal, um 1600 | D-6-73-173-21 | weitere Bilder |
| Am Wasserschloß 1 (Standort)                                                    | Langgestreckte Scheune                                                                          | Mit Halbwalmdach, Sandsteinquader und Bruchstein, 17./18. Jahrhundert und 19. Jahrhundert | D-6-73-173-21 | weitere Bilder |
| Untere Hauptstraße 8 (Standort)                                                 | Wasserschloss, von Kleinhäusern überbauter Gewölbekeller                                        | 17./19. Jahrhundert | D-6-73-173-21 | weitere Bilder |
| Haderellern; an einem Abzweig vom Weg zum Judenfriedhof (Standort)              | Kelleranlage                                                                                    | Tonnengewölbter Hausteinbau, am Portal bezeichnet „1857“ | D-6-73-173-45 | weitere Bilder |
| Hintere Gasse 2 (Standort)                                                      | Katholische Pfarrkirche St. Ägidius                                                             | Chorturmunterbau um 1600, Aufbau mit Haubenlaterne 1722, Entwurf und Ausführung des Langhauses von Joseph Greissing 1709–1712, Steinhauerarbeiten von Johann Jakob Bader, Langhaus mit Satteldach, Turmaufbau von Christian Gruber 1722–1725; mit Ausstattung | D-6-73-173-23 | weitere Bilder |
| Nähe Hintere Gasse (Standort)                                                   | Kirchhofmauer                                                                                   | Mit Portal, Bruchstein und Werkstein, bezeichnet „1628“ | D-6-73-173-23 | weitere Bilder |
| Nähe Hintere Gasse (Standort)                                                   | Friedhofskreuz                                                                                  | Sandstein mit Korpus aus Metall, 1891 | D-6-73-173-23 | weitere Bilder |
| Nähe Hintere Gasse (Standort)                                                   | Sühnekreuz                                                                                      | Sandstein, frühneuzeitlich | D-6-73-173-23 | weitere Bilder |
| Hintere Gasse 4 (Standort)                                                      | Bildstock                                                                                       | Reliefs Christus am Ölberg, Rückseite Mater Dolerosa, reicher Volutenschmuck, Sandstein, barock, 1742 | D-6-73-173-27 | weitere Bilder |
| Hintere Gasse 4 (Standort)                                                      | Pfarrhaus                                                                                       | Zweigeschossiger Walmdachbau, geohrte Rahmen, massiv, verputzt, um 1730 | D-6-73-173-39 | weitere Bilder |
| Hintere Gasse 10 (Standort)                                                     | Bauernwohnhaus                                                                                  | Zweigeschossiger Walmdachbau, massives Erdgeschoss, Obergeschoss mit Zierfachwerk, um 1700 mit älterem Kern | D-6-73-173-40 | weitere Bilder |
| Judenhügel, Straße nach Merkershausen (Standort)                                | Bildstock                                                                                       | Sandstein, 18./19. Jahrhundert, Wendelingemälde neu | D-6-73-173-31 | weitere Bilder |
| Krummer Haag, Straße nach Großbardorf, Abzweigung nach Kleineibstadt (Standort) | Bildstock                                                                                       | Reliefs: Ölberg und Vesperbild, Sandstein, errichtet 1689, erneuert 1857 | D-6-73-173-32 | weitere Bilder |
| Lange Wiese; Straße nach Sulzfeld (Standort)                                    | Flurkreuz                                                                                       | Sandstein, 1777 | D-6-73-173-30 | weitere Bilder |
| Linsenacker, auf dem Judenhügel, südlich des Ortes (Standort)                   | Jüdischer Friedhof                                                                              | 1574 angelegt, erweitert (1769, 1843), inmitten eines vorgeschichtlichen Ringwalls, ca. 4400 Grabsteine 1702–1938 | D-6-73-173-29 | weitere Bilder |
| Linsenacker; auf dem Judenhügel, südlich des Ortes (Standort)                   | Taharahaus                                                                                      | Taharahaus, erdgeschossiger Sandsteinquaderbau mit flach geneigtem Satteldach, Stifterinschrift, bezeichnet „1696/97“ | D-6-73-173-29 | weitere Bilder |
| Mittelbach; Flurabteilung Abig (Standort)                                       | Bildstock                                                                                       | Reliefs: Wendelin und Trinität, Sandstein, 1859 | D-6-73-173-33 | BW             |
| Obere Hauptstraße 2 (Standort)                                                  | Wohnstallhaus                                                                                   | eingeschossiger giebelständiger Satteldachbau, mit profilierten Hausteinrahmen in der Art der deutschen Renaissance, bezeichnet „1703“ | D-6-73-173-24 | Wohnstallhaus  |
| Obere Hauptstraße 2 (Standort)                                                  | Hofpforte                                                                                       | Sandstein, bezeichnet „1712“ | D-6-73-173-24 | weitere Bilder |
| Obere Hauptstraße 10 (Standort)                                                 | Pforte                                                                                          | Rundbogig mit Renaissancedekor, Sandstein, bezeichnet „1619“ und „1692“ | D-6-73-173-25 | weitere Bilder |
| Obere Hauptstraße 13 (Standort)                                                 | Pforte                                                                                          | Sandstein, bezeichnet „1691“ | D-6-73-173-26 | weitere Bilder |
| Untere Hauptstraße 3 (Standort)                                                 | Heiligenhäuschen                                                                                | Relief Beweinungsgruppe, Sandstein, neugotisch, bezeichnet „1860“ | D-6-73-173-28 | weitere Bilder |
| Untere Hauptstraße 5 (Standort)                                                 | Ehemalige Judenschule                                                                           | Erdgeschossiger giebelständiger Satteldachbau, Sandsteinquader und Fachwerk, um 1800 und 1864 | D-6-73-173-42 | weitere Bilder |
| ST 2282 (Standort)                                                              | Kreuzschlepper                                                                                  | Sandstein, von Johann Joseph Keßler, 1733 | D-6-73-173-48 | Kreuzschlepper |
| Frühlingstraße 8 (Standort)                                                     | Synagoge                                                                                        | Kleiner Backsteinbau mit Satteldach, 1896 von Valentin Trott, stark überformt | D-6-73-173-42 | weitere Bilder |

### Leinach
| Lage                                                                        | Objekt                                  | Beschreibung                                                                                 | Akten-Nr.     | Bild |
| --------------------------------------------------------------------------- | --------------------------------------- | -------------------------------------------------------------------------------------------- | ------------- | ---- |
| Dorfstraße 3 (Standort)                                                     | Wohnhaus                                | Giebelständiger eingeschossiger Satteldachbau mit Zierfachwerk, erste Hälfte 19. Jahrhundert | D-6-73-173-35 | BW   |
| Dorfstraße 3 (Standort)                                                     | Scheune                                 | Mit Satteldach, Werkstein mit Fachwerkgiebel, zweite Hälfte 19. Jahrhundert                  | D-6-73-173-35 | BW   |
| Dorfstraße 10 (Standort)                                                    | Katholische Filialkirche St. Wenzeslaus | Massiver Ostturm mit gestufter Zwiebelhaube, 1682; sonst Neubau 1961; mit Ausstattung        | D-6-73-173-36 | BW   |
| Linzerzagel; am Linzerzagel nordwestlich der Ortschaft (Standort)           | Kreuzigungsgruppe                       | Drei Sandsteinkreuze auf Rokoko-Sockel, bezeichnet „1776“, Korpus 19. Jahrhundert            | D-6-73-173-46 | BW   |
| Meisenleite; am Linzerzagel nördl. des Ortes Nähe Wasserbehälter (Standort) | Bildstock                               | Mit Kreuzigung, Sandstein, Säule 1663, Aufsatz um 1900                                       | D-6-73-173-47 | BW   |

### Lindleshof
| Lage                    | Objekt  | Beschreibung                                                                | Akten-Nr.     | Bild           |
| ----------------------- | ------- | --------------------------------------------------------------------------- | ------------- | -------------- |
| Lindleshof 1 (Standort) | Hoftor  | Tormauer mit großem rundbogigen Torrahmen und rundbogiger Pforte, bez. 1621 | D-6-73-173-58 | BW             |
| Lindleshof 3 (Standort) | Scheune | Langgestreckter Bruchsteinbau mit mächtigem Satteldach, 1606                | D-6-73-173-37 | weitere Bilder |

## Ehemalige Baudenkmäler
In diesem Abschnitt sind Objekte aufgeführt, die früher einmal in der Denkmalliste eingetragen waren, jetzt aber nicht mehr. Objekte, die in anderem Zusammenhang – also z. B. als Teil eines Baudenkmals – weiter eingetragen sind, sollen hier nicht aufgeführt werden. Aktennummern in diesem Abschnitt sind ehemalige, jetzt nicht mehr gültige Aktennummern.

| Lage                                     | Objekt    | Beschreibung                                                                 | Akten-Nr.    | Bild           |
| ---------------------------------------- | --------- | ---------------------------------------------------------------------------- | ------------ | -------------- |
| Sulzfeld Am Kindergarten 3 (Standort)    | Hausfigur | 18. Jahrhundert                                                              | D-6-73-173-3 | BW             |
| Sulzfeld Schweinfurter Straße (Standort) | Bildstock | Reliefs: Marienkrönung und Kruzifix, Sandstein, erste Hälfte 19. Jahrhundert | D-6-73-173-9 | weitere Bilder |